# Cornopteris decurrentialata
Cornopteris decurrentialata är en majbräkenväxtart som först beskrevs av William Jackson Hooker och som fick sitt nu gällande namn av Takenoshin Nakai.
Cornopteris decurrentialata ingår i släktet Cornopteris och familjen Athyriaceae. Utöver nominatformen finns också underarten Cornopteris decurrentialata pilosella.